# 姆紐塔河

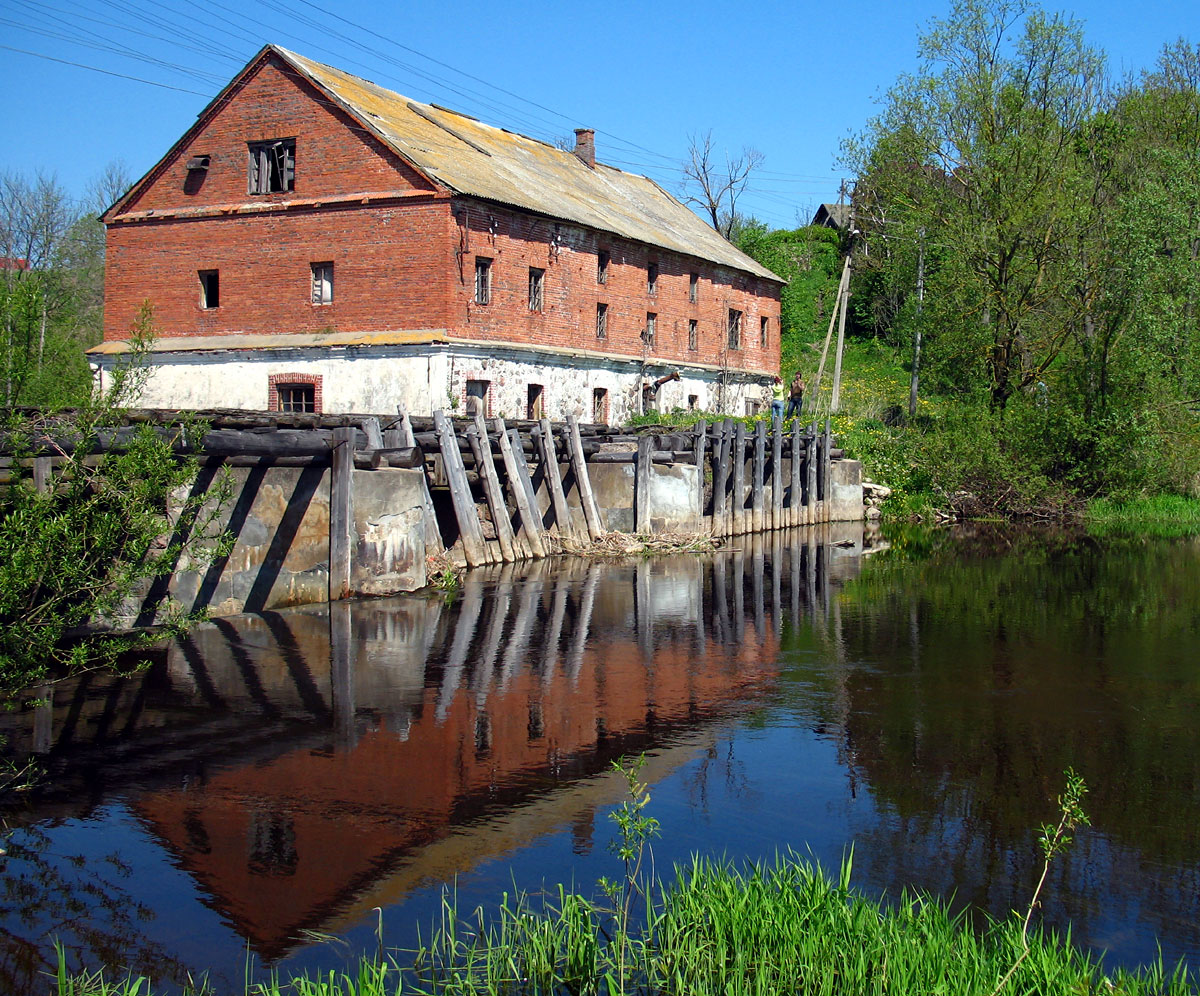
姆紐塔河

姆紐塔河（白俄羅斯語：Мнюта）是白俄羅斯的河流，屬於季斯納河的右支流，流經維捷布斯克州，河道全長41公里，流域面積873平方公里，流經斯文茨揚高地和波拉茨克低地。